# MIPTV Media Market
O MIPTV (Marché International des Programs de Télévision) é um evento que acontece anualmente em Cannes, França, utilizando as instalações e infraestrutura que a cidade desenvolveu ao longo dos anos para receber outros eventos importantes como o Festival de Cinema de Cannes entre outros eventos.
É essencialmente um mercado de conteúdo para co-produção, compra, venda, financiamento e distribuição de conteúdo de entretenimento. Ele fornece às pessoas envolvidas na indústria de TV, cinema, conteúdo digital e audiovisual, produção e distribuição uma conferência de mercado e fórum de networking para descobrir tendências futuras e negociar direitos de conteúdo em nível global.
Este evento está intimamente relacionado ao evento MIPCOM, mas mantém seu foco distinto. O evento MIPCOM acontece no mesmo local em outubro de cada ano.

## História
A MIP-TV foi fundada em Lyon, França, em 1963, três anos após o início do MIFED, o primeiro mercado audiovisual do mundo, em Milão, Itália. O primeiro MIP-TV contou com a presença de 119 empresas de 19 países.
Em 1965, após um hiato de um ano, a MIP-TV mudou-se para Cannes, usando o “antigo” Palais da cidade como pavimento de exibição. Em 1982, a feira mudou-se para o novo Palais, enquanto o antigo tornou-se um hotel. Em 1987, a empresa que organizava a feira, a MIDEM, foi vendida para a Television South (TVS), do Reino Unido, por £ 5 milhões. Dois anos depois, a TVS vendeu a MIDEM para a Reed Exhibitions (por cerca de US $20 milhões), que o rebatizou de Reed MIDEM.

## Conferências
Os palestrantes e palestras da conferência incluem CEOs de todas as principais empresas de mídia globais como: Leslie Moonves (CBS - EUA), Jana Bennett (BBC - Reino Unido), Gerhard Zeiler (RTL Group - Luxemburgo), Harry Sloan (MGM - EUA), Subhash Chandra (ZEE Networks - Índia), Hyun-Oh Yoo (SK Communications/Cyworld - Coreia), Paula Wagner (United Artists - EUA), Ronnie Screwvala (UTV - Índia), Philip Rosedale (Second Life - EUA), Ben Silverman, (NBC - EUA), Emilio Azcarraga (Televisa - México), Mike Volpi (Joost - EUA), Ken Rutkowski (KenRadio Broadcasting - EUA), Wayne Scholes Red (Touch Media - EUA), Vertice360º (Espanha).

## Eventos realizados na MIPTV

### MIPFormats
Desde 2010, a MIPTV lançou o MIPFormats, "a vitrine de conferência e pitching de formatos pré-MIPTV" que reúne produtores, comissários, compradores, distribuidores e criadores de formatos inovadores. O evento é organizado em associação com C21FormatsLab .
Em 2011, 665 participantes vieram para a MIPFormats e 401 empresas de 57 países.

### MIPDoc
O MIPDoc é onde os compradores, vendedores, produtores e comissários internacionais de programas documentais e factuais selecionam novos conteúdos e fazem negócios. O MIPDoc se autodenomina "a vitrine internacional para a exibição de documentários". Principais números do MIPDoc 2011:
- 27.097 exibições
- 1.399 programas
- 767 participantes
- 58 países

## Número de participantes do MIPTV 2010
- Participantes: 11.500
- Compradores: 4.000
- Expositores: 1.500
- Países: 107

Por país:
- Europa: 54%
- América do Norte: 17%
- Ásia / Pacífico: 15%
- África / Oriente Médio: 7%
- América do Sul e América Latina: 3%

## Setores da indústria representados
- Compradores de programa
- Distribuidores e agentes de vendas
- Produtores de programa
- Parceiros financeiros
- Comissários
- Proprietários de plataforma
- Jogadores de jogos online e de jogos de celular
- Provedores de soluções
- Anunciantes
- Principais marcas globais
- Executivos de licenciamento
- Agências de publicidade e mídia